# Humaitá (Paraguay)
Humaitá (Guaraní Humaita) ist eine kleine Hafenstadt am Río Paraguay, etwa 24 km nördlich seiner Mündung in den Río Paraná.
Durch Humaitá verläuft die Fernstraße Ruta 4 von San Ignacio (177 km) nach Paso de Patria (20 km).

## Geschichte
Humaitá wurde im Jahre 1778 von dem spanischen Gouverneur Pedro Melo de Portugal gegründet. 1844, während der Präsidentschaft von Carlos Antonio López wurde die Stadt nach den Plänen von Franz Wiesner von Morgenstern zur Festung ausgebaut und von dem Direktor des Marinearsenals in Asunción, John William Whytehead, mit großkalibrigen Artilleriegeschützen ausgerüstet.
Während des Tripel-Allianz-Krieges wurde die Festung fast drei Jahre von der Allianz belagert. Die Belagerung führte zu einigen der blutigsten Schlachten Lateinamerikas und wurde seinerzeit mit der Belagerung von Sewastopol verglichen. Im Juni 1866 unternahmen die Brüder James und Ezra Allen aus den USA im Auftrag der brasilianischen Truppen 14 Aufklärungsflüge mit ihrem Heißluftballon. Am 18. Januar 1868 gelang es brasilianischen Panzerschiffen, Humaitá zu passieren und somit die Kontrolle über den Fluss zu erlangen. Der größte Teil der paraguayischen Truppen wurde am 24. Juli 1868 evakuiert. Der Kommandant der Festung, Oberst Paulino Alén starb durch Suizid, sein Nachfolger, Oberst Francisco Martínez, ergab sich mit etwa 1.300 Mann. Die Ruine der von Granattreffern zerstörten Kirche wurde von Diktator Alfredo Stroessner zum Denkmal der Defensa de la Patria („Verteidigung der Heimat“).

## Weblinks

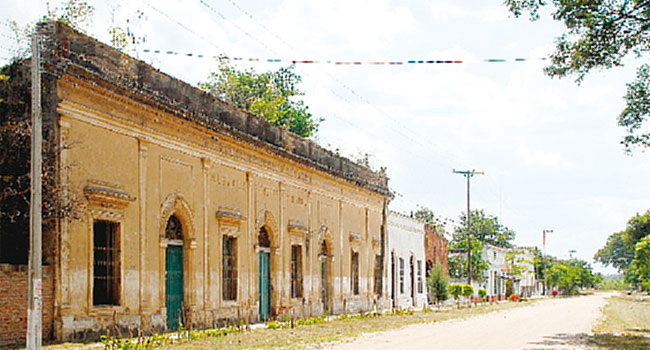
Haus aus der Kolonialzeit